# Moonwalk

Moonwalk

Il moonwalk è un passo di danza che consiste nello spostarsi all'indietro dando l'illusione di camminare in avanti impiegato da molti ballerini e reso celebre nel 1983 dal cantante e ballerino statunitense Michael Jackson che lo ha usato durante la prima performance live della sua canzone Billie Jean e, in seguito, in diverse altre coreografie. Nonostante non ne sia l’inventore, come da lui stesso dichiarato, è stato Jackson ad averlo perfezionato nell’arco degli anni fino a renderlo un vero e proprio fenomeno culturale.

## Storia
Nel corso dei primi decenni del XX secolo, sono molti gli artisti che si sono avvicendati in varie versioni del passo (conosciuto allora come "backslide"). Tra i più famosi si citano il ballerino afroamericano di tip-tap Bill Bailey e il mimo francese Marcel Marceau; ma anche Cab Calloway, James Brown, Damita Jo Freeman, Casper and Cooley, Jeffrey Daniel, Mr. Bojangles, Bob Fosse e Shields and Yarnell hanno tutti interpretato versioni primordiali del famoso passo di danza.
Jackson lo presentò al pubblico per la prima volta il 25 marzo 1983, durante uno show per celebrare il 25º anniversario dell'etichetta discografica Motown, denominato Motown 25: Yesterday, Today, Forever, sulle note di Billie Jean, grande successo dell'artista realizzato come secondo singolo dall'album Thriller. Il programma venne trasmesso in televisione dalla NBC il 16 maggio dello stesso anno, raggiungendo un record di oltre 50 milioni di telespettatori e rendendo così celebre il passo prima in tutti gli Stati Uniti e, in seguito, anche nel resto del mondo.
Michael Jackson usò questo passo di danza in tutti i suoi tour mondiali a partire dal Victory Tour del 1984, sia durante Billie Jean che, più raramente, anche durante altre canzoni come Shake Your Body (Down to the Ground), Bad, Jam o Stranger in Moscow. Lo interpretò anche durante la coreografia della canzone We Are Here To Change the World nel cortometraggio in 4D del 1986, Captain EO realizzato dalla Disney. L'ultima volta che Jackson propose il passo di danza davanti ad un pubblico fu al Madison Square Garden di New York il 7 e il 10 settembre del 2001 per celebrare i suoi 30 anni di carriera solista in due concerti evento chiamati Michael Jackson: 30th Anniversary Celebration - The Solo Years.
Dopo il Motown 25, Michael Jackson ha sempre continuato a migliorare questa sequenza, come si può vedere nel Dangerous World Tour, dove esegue il moonwalk a lungo e mostra un perfetto equilibrio sulle punte delle scarpe, sormontate da brillanti scaldamuscoli bianchi.

## Descrizione
Il moonwalk non è un passo di break dance. È detto "moonwalk" (letteralmente "camminata sulla Luna") perché consiste nello spostarsi all'indietro dando l'illusione di camminare in avanti, come in assenza di gravità.
Secondo alcuni esponenti del movimento b-boying, il moonwalk sarebbe un passo laterale che forma un movimento circolare, utilizzando gli stessi principi di questo passo, che si chiamerebbe, invece, "backslide". Il termine "moon" sarebbe da accostarsi al fatto che il movimento che causa l'illusione di muoversi sulla Luna forma anche un cerchio, cioè la forma della luna stessa.

## Nella cultura di massa
- Il ballerino e coreografo Bob Fosse interpreta un passo di danza precursore del moonwalk nel film Il piccolo principe del 1974.
- Il passo è presente in una scena del film Flashdance del 1983 quando la protagonista si ferma ad osservare alcuni ballerini da strada.
- Nel film Strade di fuoco del 1984, l'attore e performer Stoney Jackson esegue un moonwalk come leader di un gruppo immaginario, i The Sorels.
- Nel film Una pallottola spuntata del 1988, il protagonista Frank Drebin, interpretato dall'attore Leslie Nielsen, esegue il passo durante la scena della partita di baseball.[5]
- Nel videoclip di Mais Você , girato nel 1990,  Ritchie esegue più volte il duck walk di Chuck Berry, omaggiato nella canzone, e da ultimo il moonwalk. L'artista inglese ha proposto il moonwalk anche in esibizioni live di altri suoi brani, in particolare A Mulher Invisivel (inciso nel 1984), che ricorda molto le atmosfere jacksoniane. Un'immagine di Ritchie abbozzante il moonwalk è poi presente sul retro copertina del suo album Circular (uscito nel 1985).
- Nel film Ritorno al futuro - Parte III del 1990, l'attore protagonista Michael J. Fox interpreta il passo quando "Cane Pazzo" Tannen spara ai piedi del protagonista Marty McFly nel saloon intimandolo a danzare.[6]
- Nel videogioco The Legend of Zelda: Majora's Mask del 2000, il boss finale sembra interpretare il passo.
- Il rapper Eminem interpreta il passo nel videoclip di Just Lose It del 2004 mentre, vestito come Michael Jackson, si esibisce su un palco con una pseudo-Madonna (interpretata sempre dal rapper).[7]
- Nel videogioco Sonic Colours del 2010, il protagonista Sonic esegue brevemente il passo prima di parlare con Tails e Yacker, quasi a indicare l'apparente esecuzione del passo in certi momenti dei titoli per Mega Drive e la parziale composizione della colonna sonora di Sonic 3 del cantante, non accreditato.
- Nel film Cattivissimo Me 3 del 2017, Balthazar Bratt, l'antagonista del film, interpreta il passo sull'acqua sulle note della canzone Bad di Jackson.[8]
- Nel 2020, il regista debuttante Vinod AK ha realizzato il film Moonwalk, un film incentrato sul passo di danza e su alcuni fan di Michael Jackson che vivono in un vivace villaggio a Thiruvananthapuram.[9]